# Тамаріс-де-Кампос
Тамаріс-де-Кампос (ісп. Tamariz de Campos) — муніципалітет в Іспанії, у складі автономної спільноти Кастилія-і-Леон, у провінції Вальядолід. Населення — 94 особи (2010).
Муніципалітет розташований на відстані близько 210 км на північний захід від Мадрида, 43 км на північний захід від Вальядоліда.

## Демографія
Динаміка населення (INE ):